# Delias kuhni
Delias kuhni, comummente conhecida como jezebel de Kuehn, é uma borboleta da família Pieridae. Ela foi descrita por Eduard Honrath em 1887 e pode ser encontrada na Australásia.

## Subespécies
- D. k. kuhni (Banggai, Peleng)
- D. k. Prinsi Martin, [1913] (Celebes Central)
- D. k. sulana Staudinger, 1895 (Mangole, Taliabu)
- D. k. Yoshimiae Yagishita, 1989 (Buru)